# Кокуш (присілок)
Коку́ш (рос. Кокуш, башк. Кәкүш) — присілок у складі Калтасинського району Башкортостану, Росія. Входить до складу Нижньокачмашівської сільської ради.
Населення — 284 особи (2010; 344 у 2002).
Національний склад:
- марійці — 93 %